# Alcoià
L'Alcoià est une comarque de la province d'Alicante, dans la Communauté valencienne, en Espagne. Son chef-lieu est Alcoy.

## Communes

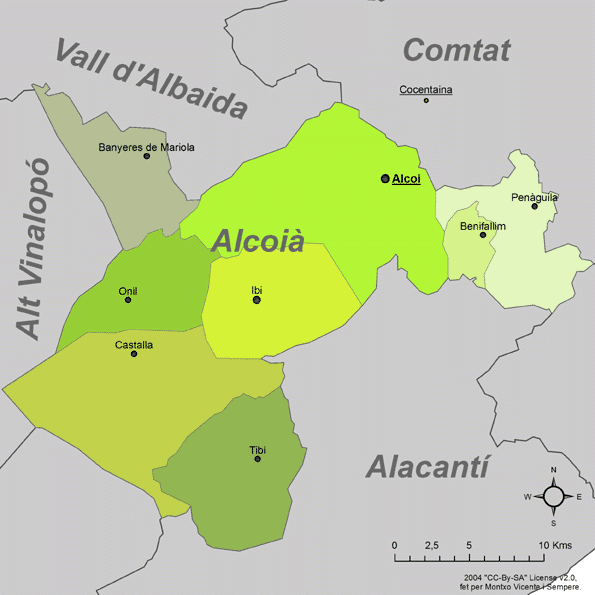
Communes de l'Alcoià

- Alcoy
- Banyeres de Mariola
- Benifallim
- Castalla
- Ibi
- Onil
- Penàguila
- Tibi